# وایت راسل
وایـِت راسل (انگلیسی: Wyatt Russell؛ زادهٔ ۱۰ ژوئیهٔ ۱۹۸۶) یک هنرپیشه و بازیکن هاکی اهل ایالات متحده آمریکا است.وی از سال ۱۹۹۶ میلادی تاکنون مشغول فعالیت بوده‌است.
از فیلم‌ها یا برنامه‌های تلویزیونی که وی در آن نقش داشته‌است می‌توان به کابوی‌ها و بیگانگان، فرار از لس آنجلس، این است ۴۰، سرباز، خیابان جامپ شماره ۲۲، اینگرید به‌فنا می‌رود، بلیز، نوچه ۲، سرمای ژوئیه و شنا در شب اشاره کرد.
او همچنین نقش جان واکر را در دنیای سینمایی مارول ایفا کرد که شامل سریال فالکون و سرباز زمستان می‌شود.

## اوایل زندگی
راسل در لس آنجلس در خانواده ای بازیگر متولد شد. پدر و مادر وی، کرت راسل و گلدی هاون، نیز بازیگر هستند. او نوه بینگ راسل است و برادر ناتنی الیور هادسون و کیت هادسون است. وی از نژاد آلمانی، انگلیسی، اسکاتلندی، ایرلندی و از مادربزرگ مادری خود یهودی_مجارستانی است.